# Bâtiment du Conseil des arts de Durham
35° 59′ 52,69″ N, 78° 54′ 12,77″ O

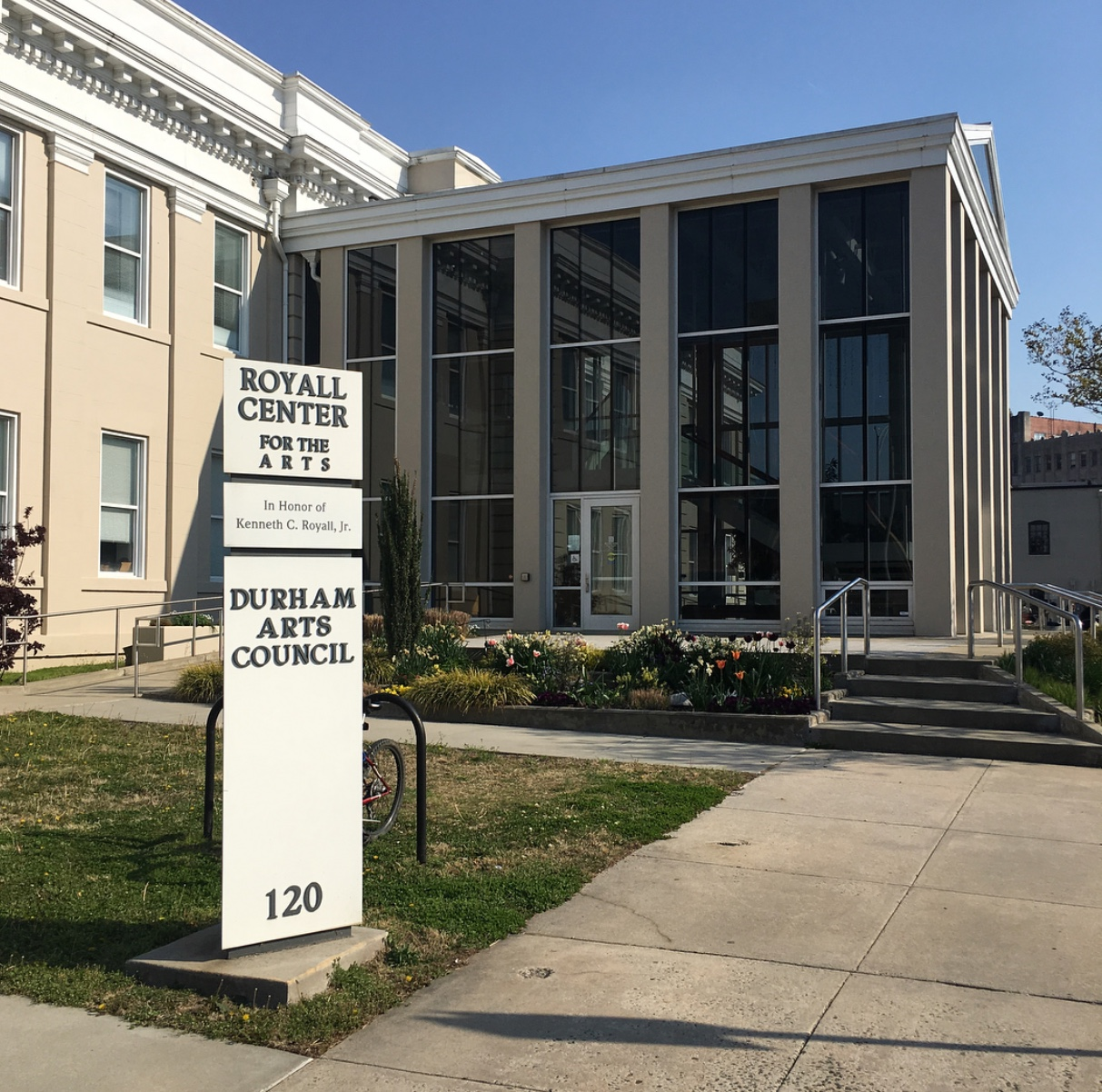
Bâtiment du Conseil des Arts de Durham

Le bâtiment du Conseil des arts de Durham (en anglais : Durham Arts Council) est un centre culturel situé dans le centre-ville de Durham, en Caroline du Nord, dans le quartier historique du centre-ville de Durham. Il est classé comme bâtiment non contributif.

## Histoire
Cet édifice appartenant à la ville est construit en 1906 selon une conception néoclassique, par l'architecte Oliver Duke Wheeler et ses collaborateurs, avec une façade en forme de dôme et de fronton,. Les modifications ultérieures sont réalisées par Frank Pierce Milburn et Frank DePasquale,.
Au début, le bâtiment sert de lycée jusqu'en 1922. En 1924, il est modifié en supprimant la coupole ainsi que le fronton puis utilisé comme hôtel de ville. En 1978, il devient le siège du Durham Arts Council, l'un des plus anciens conseils des arts des États-Unis, fondé en 1954,. En 1986, le bâtiment est à nouveau entièrement rénové, avec notamment la construction d'un atrium en verre à l'entrée d'origine,.
Depuis la dernière modification du bâtiment dans les années 1980, le Durham Arts Council l'utilise comme centre culturel qui contient le Théâtre PSI, quatre galeries, divers studios et espaces de répétition, une terrasse extérieure et des jardins.